# Leiculești
Leiculești – wieś w Rumunii, w okręgu Buzău, w gminie Tisău. W 2011 roku liczyła 199 mieszkańców.